# Lechenaultia biloba
Лешенолтія дволопатева (Lechenaultia biloba) — вид рослин родини гуденієві.

## Назва
В англійській мові має назву «синя лешенолтія» (англ. Blue Leschenaultia). Аборигени називали квітки «підлога неба» через інтенсивний синій колір квіток. Родова назва квітки була обрана в честь французького дослідника Австралії Jean-Baptiste Louis Claude Theodore Leschenault de la Tour, однак науковець помилився у одній літері і замість LeSchenaultia назвав її Lechenaultia.

## Будова
Повзучий вічнозелений багаторічник із задерев'янілими стеблами. Листя маленькі 12 мм, схожі на листя вересу. Квіти 2,5 см завширшки з синіми пелюстками, що біліють до центру.

## Поширення та середовище існування
Зростає у Західній Австралії. Розмножується вегетативно паростками, тому утворює великі зарості.

## Галерея

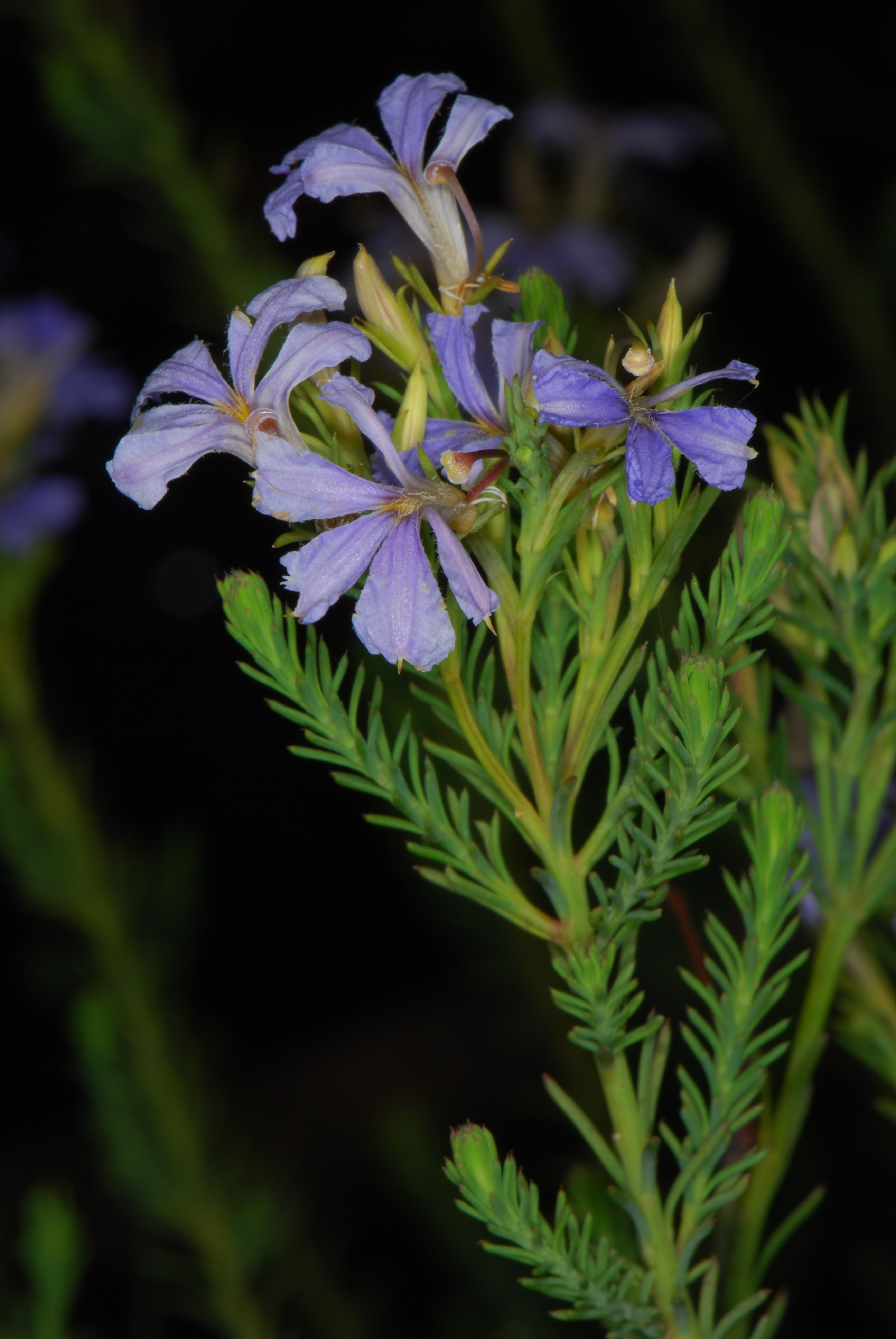
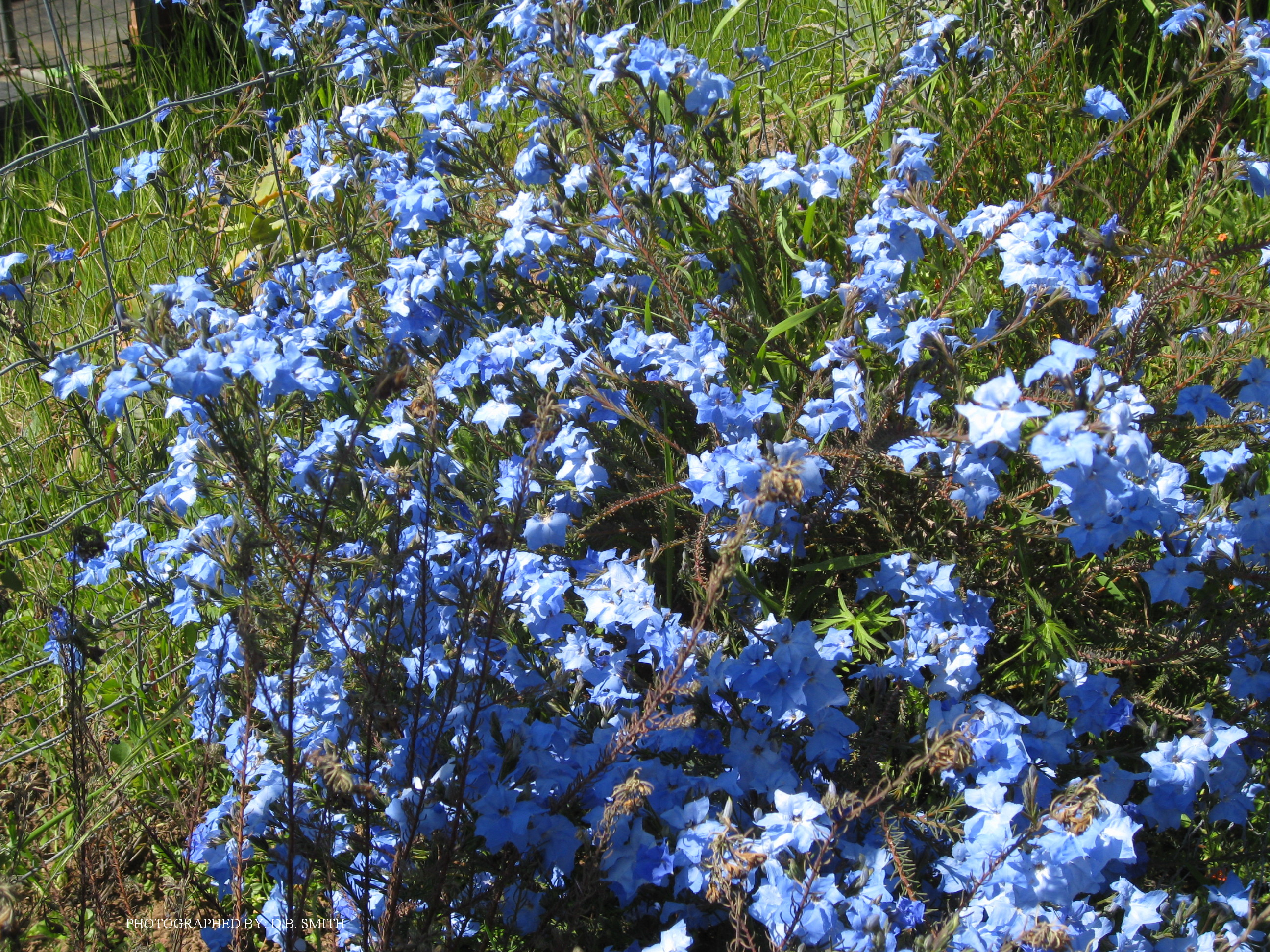
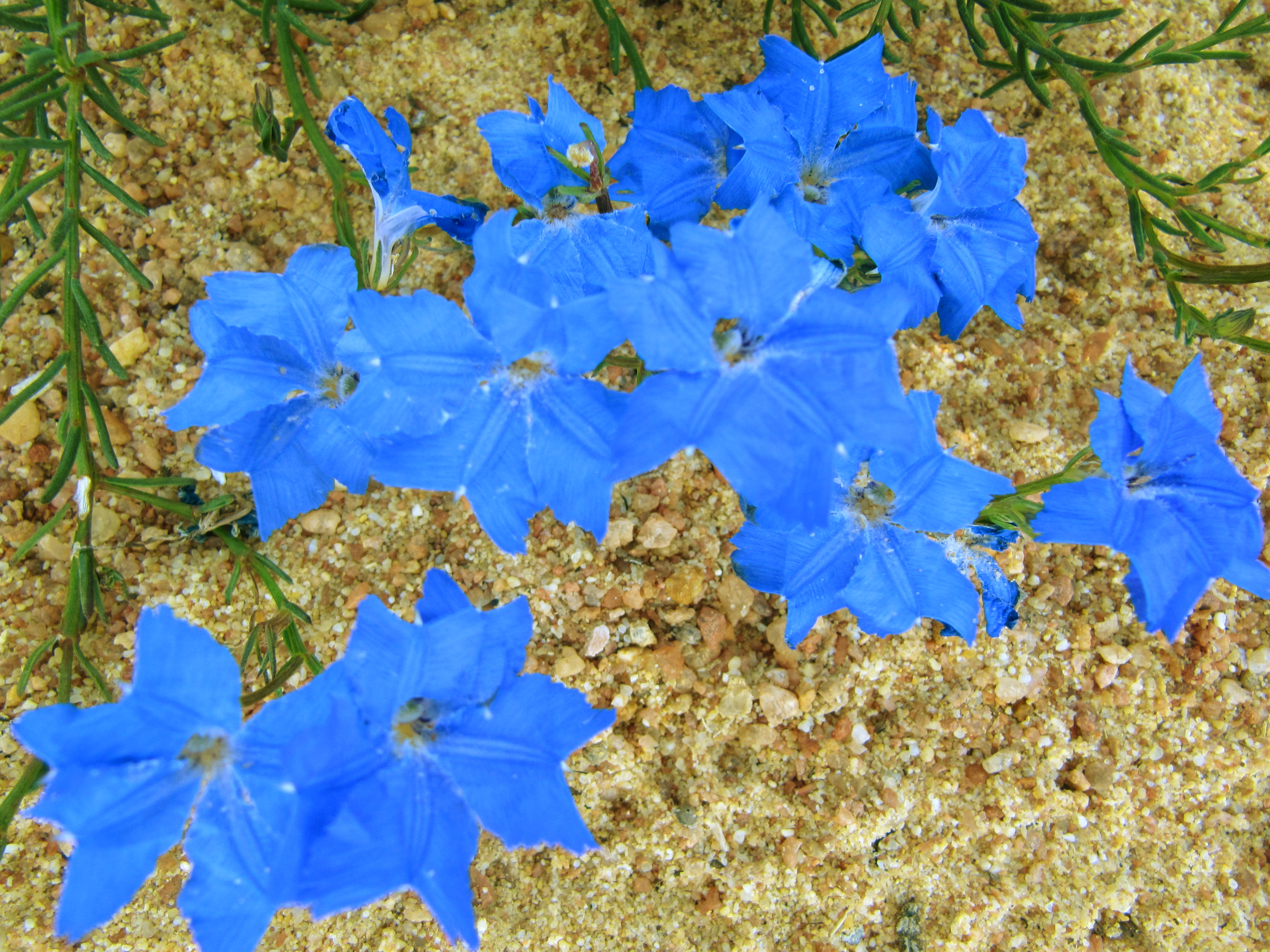

## Практичне використання
Вирощують як декоративну рослину.